# Amaterska glazba i stvaralaštvo
Amaterska glazba i stvaralaštvo naziv je ciklusa polusatnih emisija Prvoga programa Hrvatskoga radija koje se redovito emitiraju nedjeljom od 17:30 do 18:00 sati. Već i sȃm naziv ciklusa ukazuje da su emisije tematski posvećene djelovanju glazbenika-amatera okupljenih u mnogim hrvatskim tamburaškim, harmonikaškim i puhačkim orkestrima te pjevačkim zborovima i folklornim kulturno-umjetničkim društvima.  

## Povijest
Današnji Hrvatski radio sljednik je negdašnje Radio-stanice Zagreb, koja je s emitiranjem počela 15. svibnja 1926. kao prva radiostanica na jugoistoku Europe. Maestro Julije Njikoš zapisao je u zborniku Zapisi i sjećanja – zbirci tekstova djelatnika Radio Zagreba i Radio-televizije Zagreb te Hrvatske radiotelevizije – da su dva tjedna poslije tog prvog emitiranja svoj prvi radiokoncert održali članovi Tamburaškoga društva gradskih činovnika GRIČ pod ravnanjem njihova dirigenta Marka Horvatića: tim je njihovim nastupom bio otvoren put i ostalim tamburaškim orkestrima i glazbenim društvima da svoje sviračko i pjevačko umijeće predstave slušateljima u izravnom radijskom prijenosu.
Godine 1966. urednici Vilim Kozarić i Vojko Kiš osmislili su i u program tadašnjega Radio Zagreba uveli novi ciklus emisija pod nazivom Iz rada naših kulturno-umjetničkih društava – preteču današnjega ciklusa Amaterska glazba i stvaralaštvo. U Godišnjaku Radiotelevizije Zagreb za 1966. godinu zapisali su "da im je cilj bio slušateljstvu prezentirati sve vrijednosti koje se stvaraju u amaterskim kulturno-umjetničkim društvima". Te su godine ostvarili 35 emisija koje su bile emitirane srijedom poslijepodne na 1. programu Radio Zagreba: u njima su predstavili kulturno-umjetnička društva iz Zagreba, Slavonske Požege, Osijeka, Pule, Samobora, Vinkovaca, Rijeke, Šibenika, Bjelovara, Varaždina, Ogulina, Karlovca, Vukovara, Krapine, Križevaca i Slavonskog Broda te folklorne skupine iz Mraclina, Gračana, Zmajevca, Gorjana nedaleko od Đakova i Preloga.
I u Godišnjaku Radiotelevizije Zagreb za 1967. godinu zapisano je "da je ciklus emisija Iz rada naših kulturno-umjetničkih društava stekao veliku naklonost slušatelja te bio vrlo popularan među članovima amaterskih društava i ljudima koji su svojim djelovanjem uspješno doprinosli razvoju kulturno-umjetničkog amaterizma". Te su godine, osim predstavljanja rada 19 hrvatskih kulturno-umjetničkih društava te dvije kazališne udruge, u emisijama bila predstavljena i dva folklorna ansambla iz Litve i Estonije: šest je emisija tematski bilo posvećeno 10. smotri dječjih i omladinskih zborova Hrvatske, smotri folklora Vinkovačke jeseni, 4. susretu harmonikaša u Puli i zagrebačkom gostovanju Tamburice iz Pittsburgha. U istom je Godišnjaku Radiotelevizije Zagreb također zabilježeno i da je, zahvaljujući tom ciklusu emisija, došlo čak do osnivanja ili obnove rada pojedinih folklornih i glazbenih društava.
Od početka emitiranja ciklusa Iz rada naših kulturno-umjetničkih društava do današnjih emisija u ciklusu Amaterska glazba i stvaralaštvo sadržaj, trajanje i svrha tih emisija ostali su isti: ciklus polusatnih emisija, koji su 1966. osmislili i pokrenuli urednici Vilim Kozarić i Vojko Kiš, i danas se bavi popularizacijom kulturno-umjetničkog amaterizma i vrijednosti koje se stvaraju i postoje u mnogobrojnim hrvatskim amaterskim kulturno-umjetničkim društvima i folklornim udrugama te raznim orkestrima i pjevačkim zborovima. Svih tih godina uvijek je značajna bila i suradnja s negdašnjim Prosvjetnim saborom Hrvatske – današnjim Hrvatskim saborom kulture kao krovnom organizacijom kulturno-umjetničkog amaterizma u Hrvatskoj: taj savez glazbenih, folklornih, plesnih, kazališnih i mnogih drugih kulturno-umjetničkih društava i udruga redovito priređuje manifestacije na državnoj razini, na kojima se predstavljaju i vrednuju najbolja ostvarenja amaterskog kulturno-umjetničkog stvaralaštva. Tehničko-tonske ekipe Hrvatskoga radija te su susrete amatera uvijek redovito snimale i pratile.
Slijedeći autorsko-uredničke zasade Vilima Kozarića i Vojka Kiša, u proteklih su 40-ak godina značajan doprinos promociji kulturno-umjetničkog amaterizma u ciklusu emisija Amaterska glazba i stvaralaštvo svojim autorsko-uredničkim ostvarenjima dali Julije Njikoš, Vladimir Felker, Željko Kovačić, Alen Matušek,  Branko Meglajec, Sonja Gospodnetić, Maja Martinec-Hollós i Branko Ivanković.

## Vanjske poveznice
- HRT / Hrvatski radio / Emisije: Amaterska glazba i stvaralaštvo  Arhivirana inačica izvorne stranice od 2. travnja 2015. (Wayback Machine)